# Masahiro Ōhashi
Masahiro Ōhashi (大橋 正博 Ōhashi Masahiro?, nacido el 23 de junio de 1981 en Yokohama, Kanagawa) es un exfutbolista japonés. Jugaba de centrocampista y su último club fue el Matsumoto Yamaga FC de Japón.

## Trayectoria

### Clubes
| Club                | País          | Año         |
| ------------------- | ------------- | ----------- |
| Yokohama F. Marinos | Japón         | 1999 - 2005 |
| Mito HollyHock      | Japón         | 2001        |
| Albirex Niigata     | Japón         | 2002        |
| Tokyo Verdy         | Japón         | 2006        |
| Kawasaki Frontale   | Japón         | 2007 - 2008 |
| Gangwon FC          | Corea del Sur | 2009        |
| Mito HollyHock      | Japón         | 2010        |
| Gangwon FC          | Corea del Sur | 2011        |
| Matsumoto Yamaga FC | Japón         | 2011 - 2012 |

## Estadística de carrera

### J. League
| Club                | Año   | J. League | J. League | Copa J. League | Copa J. League | Total | Total |
| Club                | Año   | Part.     | Goles     | Part.          | Goles          | Part. | Goles |
| ------------------- | ----- | --------- | --------- | -------------- | -------------- | ----- | ----- |
| Yokohama F. Marinos | 1999  | 2         | 0         | 0              | 0              | 2     | 0     |
| Yokohama F. Marinos | 2000  | 1         | 0         | 0              | 0              | 1     | 0     |
| Mito HollyHock      | 2001  | 35        | 7         | 2              | 0              | 37    | 7     |
| Yokohama F. Marinos | 2002  | 0         | 0         | 3              | 0              | 3     | 0     |
| Albirex Niigata     | 2002  | 4         | 0         | -              | -              | 4     | 0     |
| Yokohama F. Marinos | 2003  | 4         | 1         | 2              | 0              | 6     | 1     |
| Yokohama F. Marinos | 2004  | 8         | 0         | 7              | 0              | 15    | 0     |
| Yokohama F. Marinos | 2005  | 25        | 1         | 4              | 0              | 29    | 1     |
| Tokyo Verdy         | 2006  | 24        | 3         | -              | -              | 24    | 3     |
| Kawasaki Frontale   | 2007  | 17        | 4         | 2              | 0              | 19    | 4     |
| Kawasaki Frontale   | 2008  | 21        | 1         | 6              | 0              | 27    | 1     |
| Mito HollyHock      | 2010  | 35        | 1         | -              | -              | 35    | 1     |
| Matsumoto Yamaga FC | 2012  | 18        | 1         | -              | -              | 18    | 1     |
| Total               | Total | 194       | 19        | 26             | 0              | 220   | 19    |

## Palmarés

### Títulos nacionales
| Título    | Club                | País  | Año  |
| --------- | ------------------- | ----- | ---- |
| J1 League | Yokohama F. Marinos | Japón | 2003 |
| J1 League | Yokohama F. Marinos | Japón | 2004 |